# Червенобедрен дакнис
Червенобедреният дакнис (Dacnis venusta) е вид птица от семейство Тангарови (Thraupidae).

## Разпространение
Видът е разпространен в Еквадор, Колумбия, Коста Рика и Панама.